# Arnocampo
Arnocampo este o arie protejată (arie specială de conservare — SAC, sit de importanță comunitară — SCI) din Italia întinsă pe o suprafață de 359 ha, integral pe uscat.

## Localizare
Centrul sitului Arnocampo este situat la coordonatele 39°20′26″N 16°37′11″E / 39.340556°N 16.619722°E.

## Înființare
Situl Arnocampo a fost declarat sit de importanță comunitară în septembrie 1995 pentru a proteja 7 specii de animale. Situl a fost protejat și ca arie specială de conservare în aprilie 2016.

## Biodiversitate
Situată în ecoregiunea mediteraneană, aria protejată conține 5 habitate naturale: Păduri de pin (sub-) mediteraneene cu pini negri endemici, Liziere de ierburi înalte hidrofile de câmpie și de nivel montan până la alpin, Păduri de fag din Apenini cu Abies alba și păduri de fag cu Abies nebrodensis, Păduri aluvionare cu Alnus glutinosa și Fraxinus excelsior (Alno-Padion, Alnion incanae, Salicion albae), Cursuri de apă de la nivel de câmpie la nivel montan, cu vegetație Ranunculion fluitantis și Callitricho-Batrachion.
La baza desemnării sitului se află mai multe specii protejate:
- păsări (3): ciocănitoare neagră (Dryocopus martius), muscar-gulerat (Ficedula albicollis), Leiopicus medius
- amfibieni (1): Bombina pachypus
- mamifere (2): lupul (Canis lupus), vidră de râu (Lutra lutra)
- nevertebrate (1): Cucujus cinnaberinus

Pe lângă speciile protejate, pe teritoriul sitului au mai fost identificate 4 specii de plante, 4 specii de amfibieni, 7 specii de mamifere, 5 specii de nevertebrate, 1 specie de reptile.